# Teoría del campo unificado
En física, la teoría de campo unificado es una teoría de campos que trata de unificar —introduciendo principios comunes— dos teorías de campo previamente consideradas diferentes. Esto implicaría que sería posible describir las interacciones fundamentales entre las partículas elementales en términos de solo un campo.

## Introducción
En física, las fuerzas entre los objetos pueden describirse por los efectos de los "campos". Las teorías actuales consideran que para distancias subatómicas, el comportamiento cuántico de los campos difiere del de los campos clásicos ya que son descritos por la mecánica cuántica. Alternativamente, usando la dualidad onda-partícula de la mecánica cuántica, los campos pueden describirse en términos de intercambio de partículas que transfieren el momento y la energía entre los objetos. De esta forma, los objetos interaccionan cuando emiten y absorben las partículas intercambiadas. La base fundamental de la teoría unificada de campos es que las cuatro fuerzas fundamentales (abajo) al igual que la materia son simplemente manifestaciones diferentes de un único campo fundamental.
La teoría unificada de campos trata de reconciliar las cuatro fuerzas fundamentales (o campos) de la naturaleza (del más fuerte al más débil):
- Fuerza nuclear fuerte: fuerza responsable de la unión de los quarks para formar neutrones y protones, y de la unión de estos para formar el núcleo atómico. Las partículas de intercambio que median esta fuerza son los gluones.
- Fuerza nuclear débil: responsable de la radioactividad.Es una interacción repulsiva de corto alcance que actúa sobre los electrones, neutrinos y los quarks. Los bosones W y Z son los que median en esta fuerza.
- Fuerza electromagnética: Actúa sobre las partículas cargadas eléctricamente. El fotón es la partícula de intercambio para esta fuerza.
- Fuerza gravitacional: igualmente experimentada, es una fuerza atractiva de largo alcance que actúa sobre todas las partículas con masa. Se postula que hay una partícula de intercambio que se ha denominado gravitón, aunque todavía no se ha podido comprobar. Este es, entre otros, uno de los puntos clave a desvelar en el proyecto LHC.

## Historia
El término teoría de campo unificado fue introducido por Einstein cuando intentó tratar unificadamente la gravedad y el electromagnetismo mediante una teoría de campos unificada. Previamente Maxwell había logrado en 1864 lo que denominaríamos primera teoría unificada, al formular una teoría de campo que integraba la electricidad y el magnetismo.
La búsqueda de Einstein de una teoría de campo unificado para el campo electromagnético y el campo gravitatorio, generalizando su teoría general de la relatividad fue infructuosa. Otro intento interesante de unificar estas dos teorías fue la teoría de Kaluza-Klein alguna de cuyas ideas inspiraron algunos aspectos de la teoría de cuerdas moderna, un ambicioso intento de formular una teoría del todo.
Desde los primeros intentos de Einstein y Kaluza, otro tipo de interacciones diferentes de la gravedad y electromagnetismo, como la interacción débil y la interacción fuerte han sido objeto de diversos intentos de unificación, así hacia finales de los años 1960 se formuló el modelo electrodébil que de hecho es una teoría de campo unificado del electromagnetismo y la interacción débil. Luego, teniendo una buena descripción de la interacción fuerte por el desarrollo de la Cromodinámica cuántica (propuesta en los años 70 por David Politzer, Frank Wilczek y David Gross ), se la unificó con el modelo electrodébil dando lugar al modelo estándar. Sin embargo, sigue siendo un reto añadir la gravedad al modelo estándar formulando una teoría del todo, capaz de explicar la naturaleza y el comportamiento de toda la materia.
La siguiente lista recoge las teorías de campo unificado según una cronología histórica:
- Electricidad + magnetismo = Electromagnetismo (realizada por James Clerk Maxwell en los años 1860).
- Electromagnetismo + interacción débil = Interacción electrodébil (realizada por Glashow, Salam y Weinberg en los años 1960).
- Interacción electrodébil + interacción fuerte = Modelo estándar (Teoría cuántica muy respaldada experimentalmente)
- Modelo estándar + relatividad general = Teoría de campos unificada o "Teoría del todo" (aún por desarrollar)

| Electromagnetismo (~1860) | \| \| electrostática \| \| \| \| \| \| magnetismo \| \| \| \| |
|                           | \| \| electrostática \| \| \| \| \| \| magnetismo \| \| \| \| |
|                           | Interacción débil                                             |
|                           |                                                               |
|                           | electrostática                                                |
|                           |                                                               |
|                           | magnetismo                                                    |
|                           |                                                               |

|  | electrostática |
|  |                |
|  | magnetismo     |
|  |                |

| Electromagnetismo (~1860) | \| \| electrostática \| \| \| \| \| \| magnetismo \| \| \| \| |
|                           | \| \| electrostática \| \| \| \| \| \| magnetismo \| \| \| \| |
|                           | Interacción débil                                             |
|                           |                                                               |
|                           | electrostática                                                |
|                           |                                                               |
|                           | magnetismo                                                    |
|                           |                                                               |

|  | electrostática |
|  |                |
|  | magnetismo     |
|  |                |

| Electromagnetismo (~1860) | \| \| electrostática \| \| \| \| \| \| magnetismo \| \| \| \| |
|                           | \| \| electrostática \| \| \| \| \| \| magnetismo \| \| \| \| |
|                           | Interacción débil                                             |
|                           |                                                               |
|                           | electrostática                                                |
|                           |                                                               |
|                           | magnetismo                                                    |
|                           |                                                               |

|  | electrostática |
|  |                |
|  | magnetismo     |
|  |                |

| Electromagnetismo (~1860) | \| \| electrostática \| \| \| \| \| \| magnetismo \| \| \| \| |
|                           | \| \| electrostática \| \| \| \| \| \| magnetismo \| \| \| \| |
|                           | Interacción débil                                             |
|                           |                                                               |
|                           | electrostática                                                |
|                           |                                                               |
|                           | magnetismo                                                    |
|                           |                                                               |

|  | electrostática |
|  |                |
|  | magnetismo     |
|  |                |

| Electromagnetismo (~1860) | \| \| electrostática \| \| \| \| \| \| magnetismo \| \| \| \| |
|                           | \| \| electrostática \| \| \| \| \| \| magnetismo \| \| \| \| |
|                           | Interacción débil                                             |
|                           |                                                               |
|                           | electrostática                                                |
|                           |                                                               |
|                           | magnetismo                                                    |
|                           |                                                               |

|  | electrostática |
|  |                |
|  | magnetismo     |
|  |                |

| Electromagnetismo (~1860) | \| \| electrostática \| \| \| \| \| \| magnetismo \| \| \| \| |
|                           | \| \| electrostática \| \| \| \| \| \| magnetismo \| \| \| \| |
|                           | Interacción débil                                             |
|                           |                                                               |
|                           | electrostática                                                |
|                           |                                                               |
|                           | magnetismo                                                    |
|                           |                                                               |

|  | electrostática |
|  |                |
|  | magnetismo     |
|  |                |

| Electromagnetismo (~1860) | \| \| electrostática \| \| \| \| \| \| magnetismo \| \| \| \| |
|                           | \| \| electrostática \| \| \| \| \| \| magnetismo \| \| \| \| |
|                           | Interacción débil                                             |
|                           |                                                               |
|                           | electrostática                                                |
|                           |                                                               |
|                           | magnetismo                                                    |
|                           |                                                               |

|  | electrostática |
|  |                |
|  | magnetismo     |
|  |                |

| Electromagnetismo (~1860) | \| \| electrostática \| \| \| \| \| \| magnetismo \| \| \| \| |
|                           | \| \| electrostática \| \| \| \| \| \| magnetismo \| \| \| \| |
|                           | Interacción débil                                             |
|                           |                                                               |
|                           | electrostática                                                |
|                           |                                                               |
|                           | magnetismo                                                    |
|                           |                                                               |

|  | electrostática |
|  |                |
|  | magnetismo     |
|  |                |

| Electromagnetismo (~1860) | \| \| electrostática \| \| \| \| \| \| magnetismo \| \| \| \| |
|                           | \| \| electrostática \| \| \| \| \| \| magnetismo \| \| \| \| |
|                           | Interacción débil                                             |
|                           |                                                               |
|                           | electrostática                                                |
|                           |                                                               |
|                           | magnetismo                                                    |
|                           |                                                               |

|  | electrostática |
|  |                |
|  | magnetismo     |
|  |                |

| Electromagnetismo (~1860) | \| \| electrostática \| \| \| \| \| \| magnetismo \| \| \| \| |
|                           | \| \| electrostática \| \| \| \| \| \| magnetismo \| \| \| \| |
|                           | Interacción débil                                             |
|                           |                                                               |
|                           | electrostática                                                |
|                           |                                                               |
|                           | magnetismo                                                    |
|                           |                                                               |

|  | electrostática |
|  |                |
|  | magnetismo     |
|  |                |

| Electromagnetismo (~1860) | \| \| electrostática \| \| \| \| \| \| magnetismo \| \| \| \| |
|                           | \| \| electrostática \| \| \| \| \| \| magnetismo \| \| \| \| |
|                           | Interacción débil                                             |
|                           |                                                               |
|                           | electrostática                                                |
|                           |                                                               |
|                           | magnetismo                                                    |
|                           |                                                               |

|  | electrostática |
|  |                |
|  | magnetismo     |
|  |                |

| Electromagnetismo (~1860) | \| \| electrostática \| \| \| \| \| \| magnetismo \| \| \| \| |
|                           | \| \| electrostática \| \| \| \| \| \| magnetismo \| \| \| \| |
|                           | Interacción débil                                             |
|                           |                                                               |
|                           | electrostática                                                |
|                           |                                                               |
|                           | magnetismo                                                    |
|                           |                                                               |

|  | electrostática |
|  |                |
|  | magnetismo     |
|  |                |

| Electromagnetismo (~1860) | \| \| electrostática \| \| \| \| \| \| magnetismo \| \| \| \| |
|                           | \| \| electrostática \| \| \| \| \| \| magnetismo \| \| \| \| |
|                           | Interacción débil                                             |
|                           |                                                               |
|                           | electrostática                                                |
|                           |                                                               |
|                           | magnetismo                                                    |
|                           |                                                               |

|  | electrostática |
|  |                |
|  | magnetismo     |
|  |                |

| Electromagnetismo (~1860) | \| \| electrostática \| \| \| \| \| \| magnetismo \| \| \| \| |
|                           | \| \| electrostática \| \| \| \| \| \| magnetismo \| \| \| \| |
|                           | Interacción débil                                             |
|                           |                                                               |
|                           | electrostática                                                |
|                           |                                                               |
|                           | magnetismo                                                    |
|                           |                                                               |

|  | electrostática |
|  |                |
|  | magnetismo     |
|  |                |

| Electromagnetismo (~1860) | \| \| electrostática \| \| \| \| \| \| magnetismo \| \| \| \| |
|                           | \| \| electrostática \| \| \| \| \| \| magnetismo \| \| \| \| |
|                           | Interacción débil                                             |
|                           |                                                               |
|                           | electrostática                                                |
|                           |                                                               |
|                           | magnetismo                                                    |
|                           |                                                               |

|  | electrostática |
|  |                |
|  | magnetismo     |
|  |                |

| Electromagnetismo (~1860) | \| \| electrostática \| \| \| \| \| \| magnetismo \| \| \| \| |
|                           | \| \| electrostática \| \| \| \| \| \| magnetismo \| \| \| \| |
|                           | Interacción débil                                             |
|                           |                                                               |
|                           | electrostática                                                |
|                           |                                                               |
|                           | magnetismo                                                    |
|                           |                                                               |

|  | electrostática |
|  |                |
|  | magnetismo     |
|  |                |

### Teoría de campo unificado de Maxwell
Históricamente, la primera teoría unificada de campos fue desarrollada por James Clerk Maxwell. En 1831, Michael Faraday observó que la variación en el tiempo de los campos magnéticos podía inducir corrientes eléctricas. Hasta entonces, la electricidad y el magnetismo se consideraban como fenómenos no relacionados entre sí. En 1864, Maxwell publicó su famosa teoría de campos electromagnéticos. Este fue el primer ejemplo de una teoría que podía unificar teorías anteriores (electricidad y magnetismo) dando lugar al electromagnetismo. No obstante, hoy se sabe que la electrodinámica clásica desarrollada por Maxwell falla a niveles cuánticos. En los 1940s se alcanzó una teoría cuántica completa para describir la fuerza electromagnética, conocida como electrodinámica cuántica (QED). Esta teoría representa las interacciones de las partículas cargadas mediante fotones, las partículas que transmiten la interacción. Esta teoría se basa en la simetría del espacio-tiempo de un campo llamada simetría gauge (realmente simetría de fase). La teoría tuvo tanto éxito que rápidamente se adoptó el principio de la simetría gauge continua para todas las fuerzas.

### Teoría de campo unificado de Glashow-Weinberg-Salam
En 1967, Los estadounidenses Sheldon Glashow, Steven Weinberg y el pakistaní Abdus Salam propusieron de manera independiente una teoría unificadora del electromagnetismo y la fuerza nuclear débil. Demostraron que el campo gauge de la interacción débil era idéntico en su estructura al del campo electromagnético. Esta teoría recibió soporte experimental por el descubrimiento en 1983, de tales bosones W y Z en el CERN por el equipo de Carlo Rubbia. Por sus descubrimientos, Glashow, Weinberg y Salam compartieron el Premio Nobel de Física en 1979. Carlo Rubbia y Simon van der Meer recibieron el mismo premio en 1984.

### Teorías de Gran Unificación
El siguiente paso hacia la unificación de las fuerzas fundamentales de la naturaleza fue el incluir la interacción fuerte con las fuerzas electrodébiles en una teoría llamada Gran Teoría Unificada. Una teoría cuántica de la interacción fuerte fue desarrollada en los 1970s bajo el nombre de Cromodinámica cuántica.
La interacción fuerte actúa entre quarks mediante el intercambio de partículas llamadas gluones. Hay ocho tipos de gluones, cada uno transportando una carga de color y una carga de anti-color. Basándose en esta teoría, Sheldon Glashow y Howard Georgi propusieron la primera gran teoría unificada en 1974, que se aplicaba a energías por encima de 1000 GeV. Desde entonces ha habido nuevas propuestas, aunque ninguna está aceptada en la actualidad de manera universal. El mayor problema de estas teorías es la enorme escala de energías que requieren las pruebas experimentales, que están fuera del alcance de los aceleradores actuales.
Sin embargo, hay algunas predicciones que se han hecho para procesos de bajas energías que no requieren los aceleradores. Una de estas predicciones es que el protón es inestable y puede decaer. Por el momento, se desconoce si el protón decae, aunque los experimentos han determinado un límite inferior para su vida media de {\displaystyle 10^{35}} años. Por ello, por el momento es incierto el que esta teoría sea una descripción adecuada de la materia.

### Esfuerzos teóricos
La gravedad está aún por ser incluida en la teoría del todo. Los físicos teóricos han sido incapaces hasta ahora de formular una teoría consistente que combine la relatividad general y la mecánica cuántica. Las dos teorías han mostrado ser incompatibles y la cuantización de la gravedad continúa siendo un serio problema en el campo de la física. En los años recientes, la búsqueda de una teoría de campo unificada se ha focalizado en la teoría M (con origen en la teoría de cuerdas y teniendo como máximo exponente a Edward Witten) y en la gravedad cuántica de bucles (desarrollada en 1986 por Abhay Ashtekar).

## Reduccionismo
Hay un cierto debate sobre el valor último de buscar una teoría de campos unificada. Así algunos han argumentado que si se encontrase tal teoría "final", esto es el origen último de la materia, con ello no se resolverían todos los demás problemas científicos sobre el universo. Este es el punto de vista en el cual la comprensión última de las partículas no da un conocimiento completo del comportamiento de los átomos y moléculas o de cualquier estructura de nivel más alto. Algunos físicos, como P.W. Anderson, argumentan que las grandes estructuras poseen comportamientos colectivos que no se describen en términos del comportamiento de sus constituyentes [cita requerida] y, por lo tanto, no hay razón para considerar tales comportamientos en el nivel más bajo como más fundamentales.

## Ecuación fundamental
La ecuación fundamental de la Teoría del campo unificado sería:
{\displaystyle \ln(\kappa m_{p}cH_{0})=-1/\alpha }
Fue introducida en el año 2011. Combina las constantes fundamentales de la electrodinámica cuántica (la constante de estructura fina {\displaystyle \alpha }), la gravedad cuántica (la masa de Planck {\displaystyle m_{p}}) y también de la relatividad general (la constante del campo de Einstein {\displaystyle \kappa }), y la cosmología (la constante de Hubble  {\displaystyle H_{0}} ).
{\displaystyle \alpha =e^{2}/4\pi \varepsilon _{0}\hbar c=1/137.036}
{\displaystyle m_{p}={\sqrt {\hbar c/G}}}
{\displaystyle \kappa =8\pi G/c^{4}}
Aquí {\displaystyle G} es la constante gravitacional, {\displaystyle c} es la velocidad de la luz, {\displaystyle \hbar } es la constante reducida de Planck, {\displaystyle e} es la carga elemental, y {\displaystyle \varepsilon _{0}} es la permitividad vacío.
La ecuación fundamental de la teoría del campo unificado predice la constante de Hubble para ser:
{\displaystyle H_{0}=69.734(4)} km/s/Mpc  (Mpcː megapársec)
Posteriormente se utiliza el valor de los datos recogidos por la sonda WMAP durante nueve años:
{\displaystyle H_{0}=69.32\pm 0.80} km/s/Mpc
De esta manera, se consigue:
{\displaystyle \ln(\kappa m_{p}cH_{0})=-137.042\pm 0.011}